# Col de Catchaudégué
Le col de Catchaudégué, s'élevant à 893 m, est un col routier des Pyrénées dans le département de l'Ariège, situé au sud de Saint-Girons et au nord-ouest de Seix. Il est en limite des communes d'Alos et de Sentenac-d'Oust.

## Accès
Le col se situe à proximité du sommet de la route départementale 37, reliant la partie inférieure des gorges de la Ribaute à Lacourt en montant le massif de Sourroque vers Alos avant d'atteindre Sentenac-d'Oust par le hameau de la Soumère.

## Topographie
La montée depuis Seix (vallée du Salat) est longue de 6,8 km avec un dénivelé de 381 m et une pente moyenne de 5,6 %.
La montée depuis les gorges de la Ribaute (Lacourt) à l'amorce de la D37 (vallée de la rivière d'Alos) sur la D618 est longue de 9,8 km avec un dénivelé de 468 m et une pente moyenne de 4,8 %.

## Histoire
Une croix en pierre ancienne est placée au col sur laquelle plusieurs légendes locales sont colportées.

## Activités

### Cyclisme
Le 15 août 2005 s'y est tenue une concentration internationale du Club des cent cols créé en 1970 par des cyclotouristes passionnés. Devenir membres implique d'avoir franchi à bicyclette au moins cent cols différents, dont cinq cols de 2 000 m ou plus.
La Ronde de l'Isard 2018 l'a emprunté lors de sa 4e et dernière étape avant le col d'Agnes et le mur de Péguère.

### Randonnée
Le col est le départ pour diverses randonnées notamment vers le cap de Bouirex (1 873 m) qui constitue un belvédère à 360°. Une boucle est possible passant par le bois d'Arp et les émetteurs qui constituent une balise bien visible.